# Kim Nam-soon
Kim Nam-soon (ur. 7 maja 1980) – koreańska łuczniczka, dwukrotna medalistka olimpijska. Startuje w konkurencji łuków klasycznych.
Największym jej osiągnięciem jest srebrny medal igrzysk olimpijskich w Sydney indywidualnie i złoty drużynowo.